# Українська держава (1941)
Українська держава — квазідержавне утворення, що існувало на території сучасної України з 30 червня по 12 липня 1941 року. Столицею Української держави проголошувався Львів.

## Проголошення
З початком війни Німеччини проти СРСР РП ОУНР відряджає в Україну спеціальну групу на чолі з Я. Стецьком у складі 100 осіб-фахівців з адміністрації та права (Я. Старух, Л. Ребет, Д. Яців, І. Равлик, В. Кук, В. Охримович та інші).
Уранці 30 червня 1941 р. до Львова ввійшов перший відділ Дружин Українських Націоналістів під командуванням сотника Р. Шухевича. О 20:00 30 червня 1941 р. у приміщенні Товариства «Просвіти» (м. Львів, пл. Ринок, буд. 10) відбулися Національні збори, на яких Я. Стецько зачитав Акт відновлення Української Держави.
Після проголошення Акта Я. Стецько був обраний Національними зборами головою виконавчого органу відновленої Української Держави і уповноважений сформувати особовий склад уряду.
На башті Князівської гори було піднято національний прапор, запрацювала українська радіостанція імені Євгена Коновальця.

## Поширення влади
Львівська радіостанція, яка була заздалегідь захоплена представниками РП ОУН на чолі з Зеноном Тарнавським та Юліаном Савицьким та перейменована у Радіовисильню ім.полк. Є.Коновальця, одразу ж по проголошенні Акта видала в ефір інформацію про відновлення Української Держави та утворення уряду на чолі з Я. Стецьком.
У провінційних містечках Галичини й Волині розпочалися спонтанні збори українців, на яких представники РП ОУН проголошували відновлення української державності. У Бережанах і Бродах у таких зборах узяло участь 20 000 осіб, у Сокалі — 10 000, у Станіславові, Радехові, Самборі — по кілька тисяч.
1 липня 1941 р. делегація від Національних зборів відвідала Собор Св. Юра з проханням до митрополита Української Греко-Католицької Церкви А. Шептицького ухвалити Акт. Митрополит радо погодився і видав «Пастирський лист до Українського народу», в якому схвалював рішення Національних зборів.
10 липня 1941 р. аналогічне за змістом «Архіпастирське послання» видав владика Луцький (пізніше — митрополит) Української Автокефальної Православної Церкви Полікарп (Сікорський).
|                                    |                                  |
| Андрей Шептицький, Митрополит УГКЦ | Полікарп, владика Луцький (УАПЦ) |

30 червня 1941 р. одразу ж після засідання Національних зборів було утворено міське управління у Львові під керівництвом Ю. Полянського.
1 липня 1941 р. було утворене Львівське обласне управління на чолі з д-ром Олександром Марітчаком. Заступником О. Марітчака став Я. Спольський, керівництво відділом внутрішньої адміністрації обійняв д-р Михайло Росляк. За кілька днів почали функціонувати повітові управління по всій області.
Протягом першої половини липня 1941 р. було утворене Станіславівське обласне управління у складі 8 відділів. На чолі його став інженер І. Сем'янчук, а його заступником призначено д-ра Б.Рибчука.
Завдяки роботі 3 Похідних груп (Північної, Середньої та Південної) у складі 7000 спеціально навчаних спеціалістів, бойовиків та агітаторів осередки УДП з'явилися у 11 з 24 областей колишньої УРСР. Так обласні управління постали у Львові, Станіславові, Дрогобичі, Тернополі, Луцьку, Рівному, Кам'янці-Подільському, Житомирі, Вінниці, та навіть у Кіровограді та Дніпропетровську. Повітові управління постали у кількох районах Київської області.
Було ухвалено до здобуття Києва вважати столицею Львів.

## Уряд

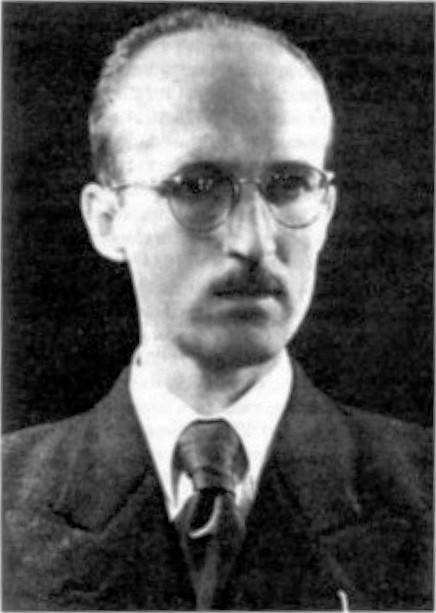
Ярослав Стецько, Голова УДП

## Ліквідація
5 липня 1941 р. терміновій нараді у Адольфа Гітлера шеф політичної поліції Генріх Гіммлер отримав завдання розібратися з ситуацією щодо Української держави. Згодом Гестапо заарештувало Степана Бандеру.
11—12 липня 1941 р. айнзацгрупою СС на чолі з проф. Баєром з Головного Штабу Г. Гіммлера та А. Кольфом були заарештовані Ярослав Стецько, Володимир Стахів, Дмитро Яців, Лев Ребет, Степан Ленкавський, Іван Ґабрусевич.
Коли Українське державне правління перестало діяти, Рада Сеньйорів перебрала на себе роль тимчасової української репрезентації; згодом перетворилася на Українську Національну Раду у Львові.
17 липня 1941 р. Дружини Українських Націоналістів отримали наказ відійти з фронту біля Вінниці, були роззброєні і під охороною відіслані до Німеччини. Того ж дня за наказом А. Гітлера був утворений Райхскомісаріат Україна на чолі з Еріхом Кохом. Але місцеві органи влади Української держави в деяких місцевостях продовжували діяти аж до вересня 1941 р.
11 серпня 1941 р. представниками рехсміністерства у справах східних територій були викликані на розмову Степан Бандера, Ярослав Стецько, Ріхард Ярий та Володимир Стахів, яким було поставлено ультиматум щодо негайного відкликання Акта відновлення Української Держави.
14 серпня 1941 р. райсхміністр у справах східних територій Альфред Розенберг отримав від Степана Бандери офіційну відмову у виконанні ультиматуму.
У вересні 1941 р. на I конференції ОУН(б) з огляду на вищезазначені події було вирішено вважати Німеччину як ворога на рівні з СРСР.